# Wiktor Sergejewitsch Safronow
Wiktor Sergejewitsch Safronow (russisch Виктор Сергеевич Сафронов; * 11. Oktoberjul. / 24. Oktober 1917greg. in Welikije Luki; † 18. September 1999 in Moskau) war ein russischer Physiker und Astronom.

## Leben
Safronow studierte an der mechanisch-mathematischen Fakultät der Universität Moskau mit Abschluss 1941. Darauf war er Soldat der Roten Armee im Deutsch-Sowjetischen Krieg bis 1944. 1945 wurde er Aspirant im Institut für Physik der Erde und 1949 wissenschaftlicher Mitarbeiter. 1951–1957 war er wissenschaftlicher Sekretär des Astronomie-Rats der Akademie der Wissenschaften der UdSSR (AN-SSSR). 1967 wurde er zum Doktor der physikalisch-mathematischen Wissenschaften promoviert. Ab 1974 leitete er die Gruppe für Entstehung und Evolution der Erde und Planeten.
Safronow führte grundlegende Arbeiten zur Kosmogonie der Planeten durch. Er entwickelte ein Modell zur Planetenbildung aus einer Gaswolke mit Akkretion und Bildung eines Planetesimals. Er formulierte und löste die Gleichungen der Koagulation von Teilchen in vorplanetaren Gebilden unter Berücksichtigung ihres möglichen Zerfalls. Nach seinem Modell bildete sich die Erde in einem Zeitraum von 108 Jahren. Dabei entstanden die inneren Schichten bei relativ niedrigen Temperaturen bis 1000 K, während die äußeren Schichten Schmelztemperaturen erreichten.
Safronow war verheiratet mit der Physikerin Jewgenija Leonidowna Ruskol.
Nach Safronow wurden ein Krater auf dem Pluto und der von Edward L. G. Bowell 1983 entdeckte Kleinplanet bzw. Asteroid (3615) Safronov benannt. Safronows Arbeiten waren die Grundlage des BBC-Films The Planets (1999).

## Ehrungen, Preise
- Orden des Vaterländischen Krieges II. Klasse[1]
- O. J. Schmidt-Preis der AN-SSSR (1974)
- Leonard Medal der Meteoritical Society (1989)[9]
- Gerard P. Kuiper Prize in Planetary Sciences der American Astronomical Society (1990)[10]